# Pitstop (Werkstattkette)
Die pitstop.de GmbH (englisch pit stop, ‚Boxenstopp‘) ist ein deutschlandweit vertretenes Unternehmen der Kfz-Branche, das Reparaturen, Wartungen und Instandsetzungen an Kraftfahrzeugen durchführt.

## Unternehmen
Das Filialnetz von Pitstop besteht aus über 300 Werkstätten, in denen etwa 1200 Mitarbeiter angestellt sind.
Nach Unternehmensangaben suchen jährlich rund eine Million Kunden eine der Pitstop-Werkstätten auf. Nach Marktforschungsergebnissen verfügt die Marke Pitstop über einen Bekanntheitsgrad von mehr als 90 %.
Im Jahr 2013 kam es zu einem Management-Buy-Out. Die LNN Flug GmbH kaufte über die Kulas Holding GmbH + Co. KG die pitstop.de GmbH. Stefan Kulas wurde so über seine LNN Flug GmbH indirekt alleiniger Gesellschafter von Pitstop. 
Ende 2022 verkaufte die LNN Flug GmbH Minderheitsanteile der Kulas Holding GmbH + Co. KG an Bridgestone Europe und die HUK-Coburg Mobilitätsholding GmbH. Im November 2024 wurde bekannt, dass dieses Tochterunternehmen der HUK-Coburg die bisherigen Anteile von Stefan Kulas übernimmt, so ihren bisherigen 24,9%-Anteil zum 2. Januar 2025 auf 84,9 Prozent aufstockt und damit die Mehrheit an Pitstop übernimmt. Zum Kaufpreis gibt es keine Angaben. Kulas bleibt in der Geschäftsführung, Bridgestone behält seine 15,1 Prozent. 

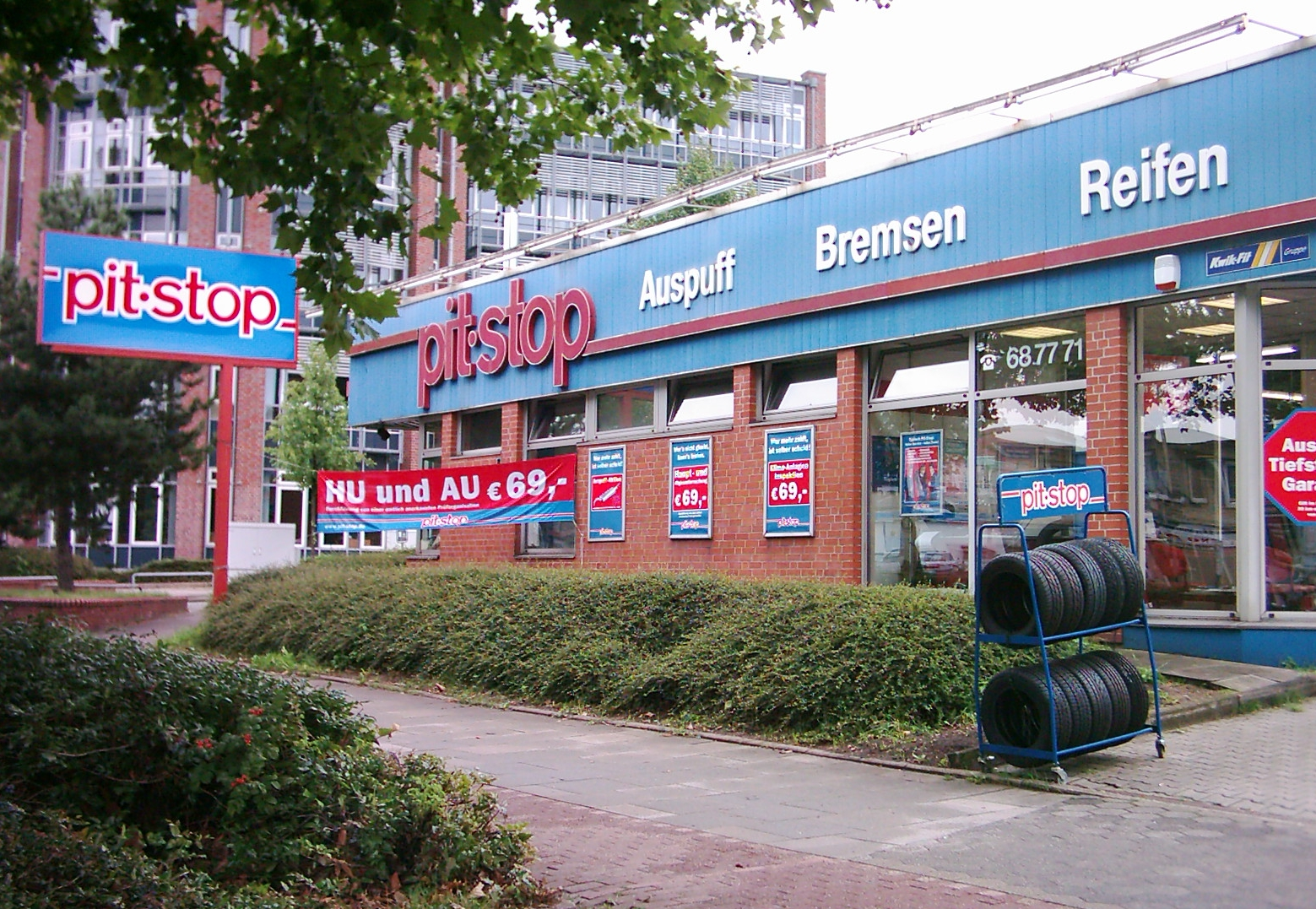
Pitstop-Filiale in Hamburg

## Geschichte
Das Unternehmen Pitstop wurde 1970 gegründet und gehört damit zu den am längsten am Markt agierenden Werkstattketten in Deutschland. Die erste Meisterwerkstatt wurde 1971 in Berlin eröffnet. Bundesweit bekannt ist Pitstop vor allem über den seit Jahrzehnten verwendeten Jingle „Jo, jo, jo!“. In abgewandelter Form nutzt das Unternehmen den Begriff „Jo!“ bis heute.
In der über 40-jährigen Firmengeschichte wechselten mehrfach die Besitzer des Unternehmens. So gehörte Pitstop u. a. zu CVC, die unter den Markennamen Pitstop, Speedy und Kwik-Fit rund 2000 Werkstätten in den Niederlanden, Großbritannien, Frankreich und Deutschland führte. 
Nach der Übernahme durch die luxemburgische Beteiligungsgesellschaft BluO (SICAV-SIF) von einer Schweizer Gesellschaft im Juli 2009 firmierte Pitstop einen Monat später in „Pit Auto Teile GmbH“ um. Mit der Übernahme des Unternehmens durch die Essener PV Automotive GmbH im Jahr 2010 erfolgte die erneute Umfirmierung in Pit-Stop Systempartner GmbH und die Verlegung des Sitzes der Gesellschaft und Firmenzentrale nach Essen. Zum 1. Oktober 2013 erfolgte die Übertragung des operativen Geschäftsbetriebes auf die pitstop.de GmbH.
Im März 2012 zeigte eine Folge der RTL-Serie Undercover Boss Geschäftsführer Stefan Kulas, der sich undercover im eigenen Unternehmen umsah. Analog zur Ausstrahlung der Sendung startete Pitstop die Aktion „Undercover-Kunde“, bei der Kunden den Werkstattservice beurteilen können.
Im Oktober 2013 wurde das Unternehmen durch ein Management-Buy-out aus der PV-Automotive-Gruppe herausgelöst; seit diesem Zeitpunkt ist Stefan Kulas alleiniger Gesellschafter der pitstop.de GmbH.
2015 ergab eine Marktstudie, dass Pitstop verglichen mit den Vertragswerkstätten als preisgünstiger angesehen wird, gleichzeitig jedoch über eine geringere Kundenbindung verfügt.
Nach acht Verlustjahren infolge wurden 2016 wieder schwarze Zahlen geschrieben. Der Umsatz lag bei über 100 Millionen Euro.